# Phaonia luteovittata
Phaonia luteovittata este o specie de muște din genul Phaonia, familia Muscidae, descrisă de Shinonaga și Tadao Kano în anul 1971. Conform Catalogue of Life specia Phaonia luteovittata nu are subspecii cunoscute.